# Дамодарасена
Дамодарасена (д/н — 415/420) — магараджа Праварапури в 405/410—415/420 роках.

## Життєпис
Походив з династії Вакатака. Другий син магараджи Рудрасени II і Прабхаватігупти, доньці магараджахіраджи Чандрагупти II. Тривалий час вважався з Праварасеною II однією особою, але 1982 року було знайдено печатку на Мірегаонських пластинах, де зазначено, що Прабхаватігупта — «мати видатних махараджів Дамодарасени і Праварасени»
Після смерті старшого брата Дівакарасени 405/410 року став магараджею. Втім фактична влада зберігалася за матір'ю-регентшею. Помер415/420року. Йому спадкував молодший брат Праварасена II.